# Schweinsbraten

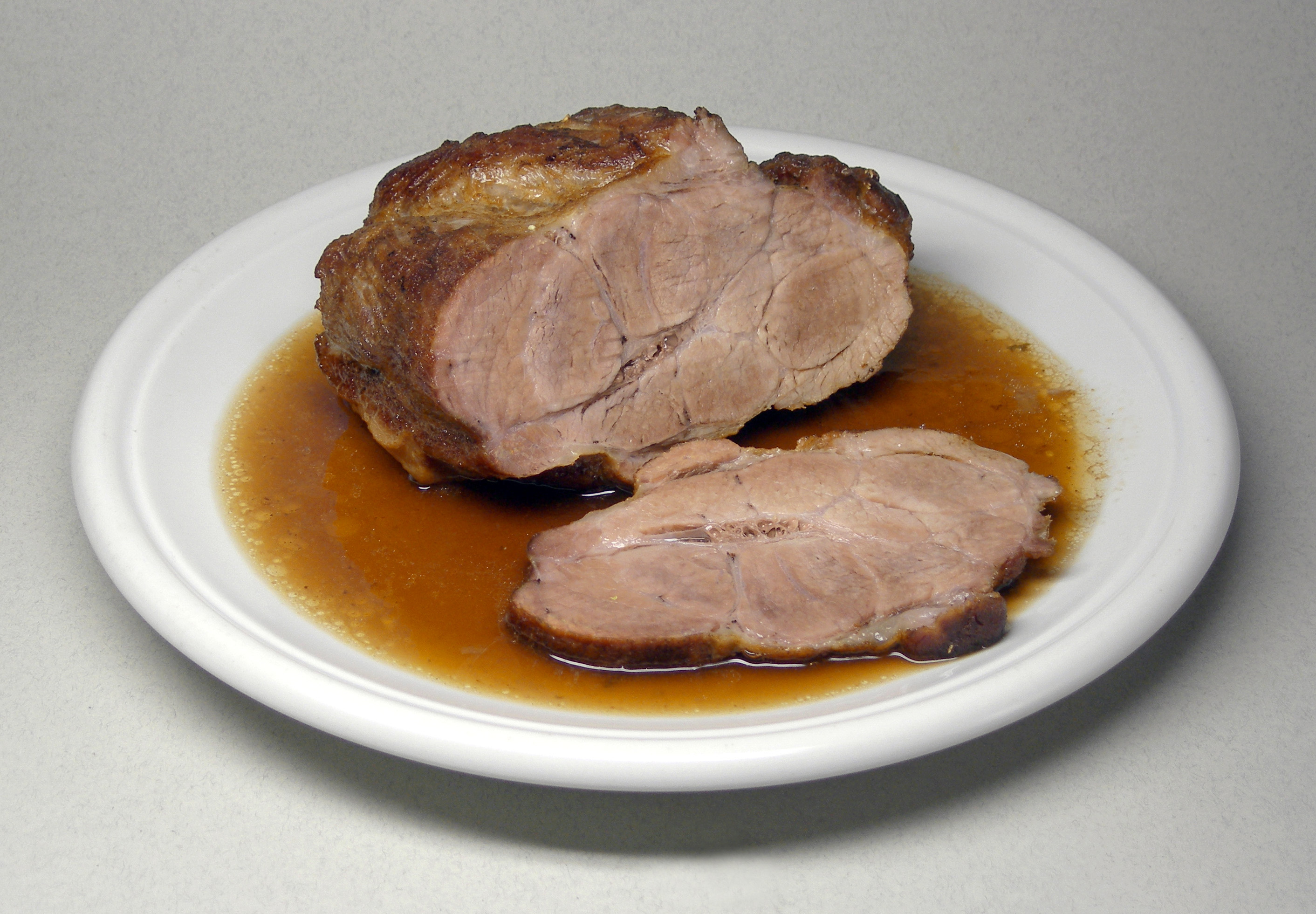
Schweinsbraten aus dem Nacken mit Biersauce

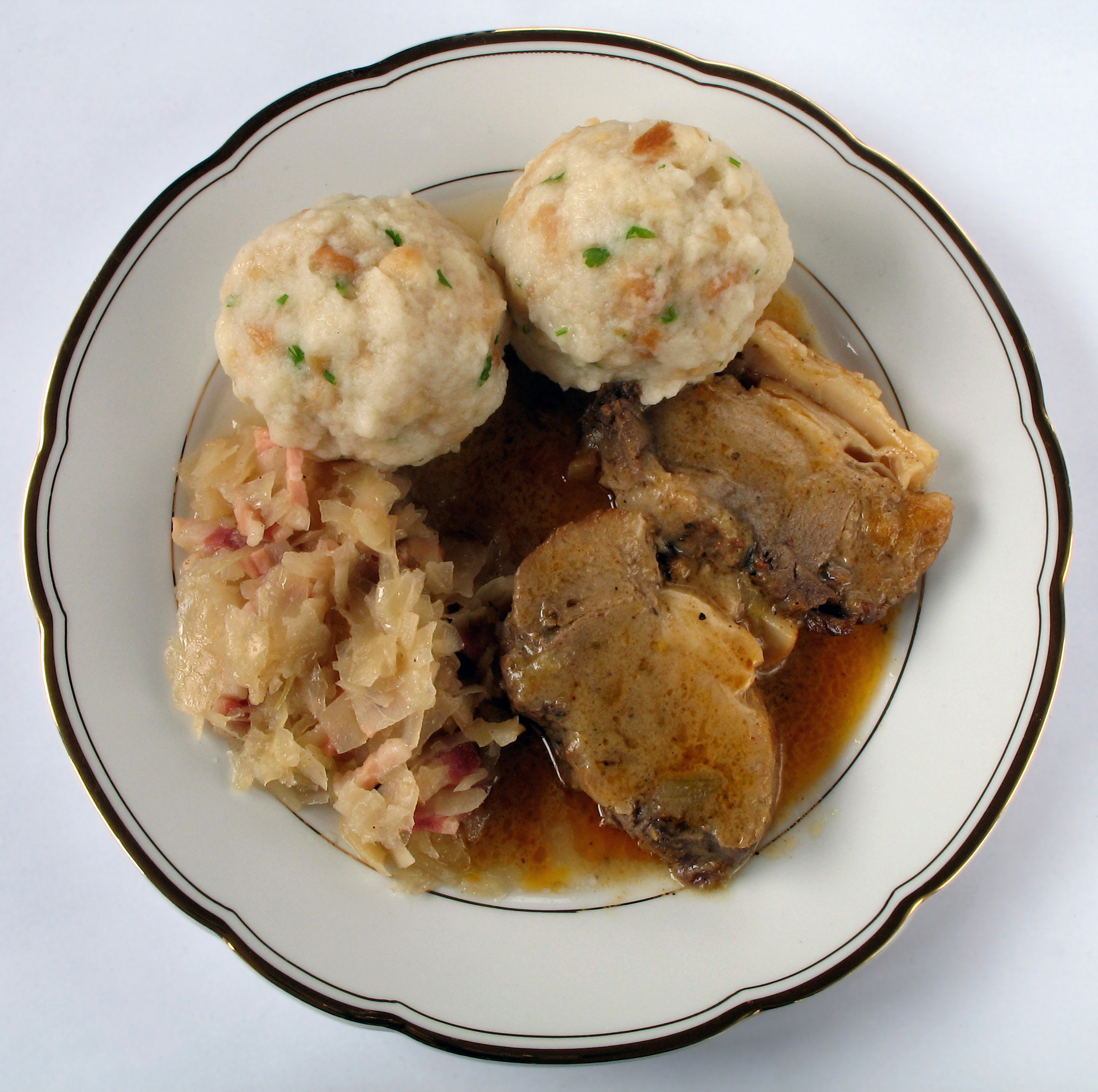
Schweinsbraten mit Semmelknödeln und warmem Krautsalat

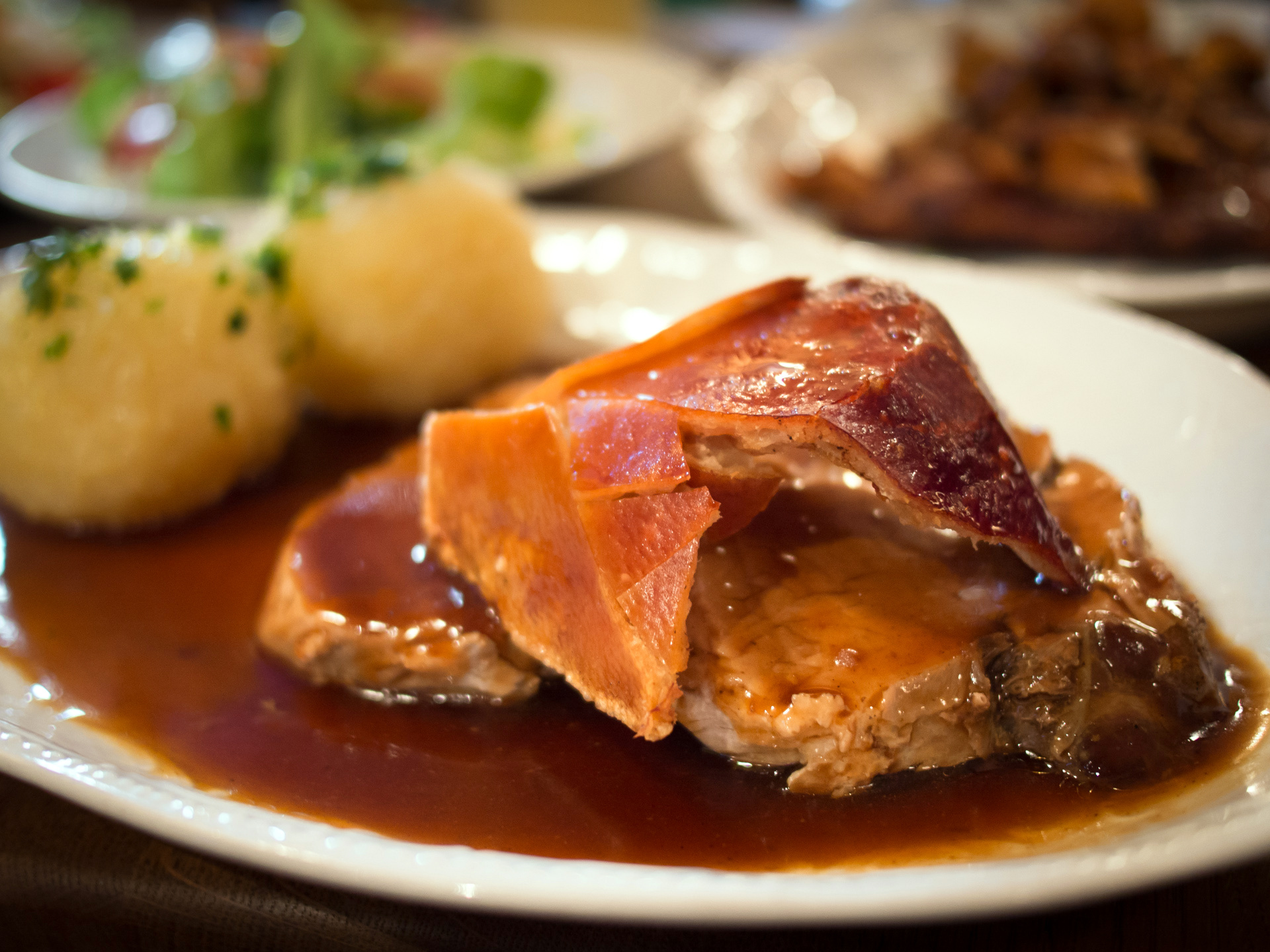
Krustenbraten mit bayrischer Dunkelbiersoße

Als Schweinsbraten (süddeutsch, österreichisch, schweizerisch) bzw. Schweinebraten bezeichnet man gebratene und geschmorte Stücke des Hausschweins. Typische Bratenstücke sind durchzogener Nacken (Schopf) oder magerer Rücken (Karree), Schulter und Schinken.

## Zubereitung
Gewürzt wird je nach Rezept meist mit Kümmel, Koriander, Majoran und Knoblauch. Das Schmoren geschieht häufig gemeinsam mit verschiedenem Gemüse wie Karotten, Sellerie, Petersilienwurzeln und Zwiebeln. Für die Variante Krustenbraten wird der Braten im Backofen geschmort, bis die Schwarte knusprig ist.

## Regionale Varianten
Schweinsbraten bzw. Schweinebraten gibt es in zahlreichen regionalen Varianten. Besonders bekannt sind die aus Bayern, Österreich, Tschechien und Schlesien.

### Bayern
Schweinsbraten zählt zu den traditionellen Gerichten der bayerischen Küche. Die für die bayerische Version typische Sauce entsteht durch Zugabe von Fleischbrühe und Dunkelbier. Serviert wird er warm meist mit Krautsalat (Weißkohl) und Semmel- oder Kartoffelknödeln, kalt hingegen mit frisch geriebenem Meerrettich (Kren) und Brot. 
Schweinsbraten gehört zum Standardangebot der bayerischen Gastronomie, sowohl in gutbürgerlichen Restaurants als auch in Gasthäusern mit einfacher Küche.

### Österreich
Der Schweinsbraten, auch „Bratl“ genannt, ist nach den Angaben des Registers der Traditionellen Lebensmittel ein traditionelles österreichisches Sonntags- und Festtagsgericht. Er wird aus den in Österreich am häufigsten gezüchteten Rassen Edelschwein, Landrasse und Pietrain sowie aus traditionellen Schweinerassen wie Mangalitza- oder Turopolje-Schwein zubereitet: Für die Zubereitung von Schweinsbraten werden traditionell Schweinskarree, Schweinsschulter, Schweinsschlegel, Schopfbraten oder Schweinebauch verwendet.
Der typische österreichische Schweinsbraten wird mit Salz, Pfeffer, Knoblauch und Kümmel gewürzt gebraten, bis er eine knusprige Schwarte bekommt, und mit Krautsalat oder Sauerkraut und Semmelknödeln oder Erdäpfelknödeln serviert. Als seltenere Variante werden Kartoffeln (österr. ‚Erdäpfel‘) als Beilage gegeben, die gemeinsam mit dem Fleisch im Rohr gegart werden.
Als Fisolenfleisch wird in der österreichischen Küche ein Gericht aus Schweinsschulter mit Bohnen (österr. ‚Fisolen‘) bezeichnet.

### Tschechien

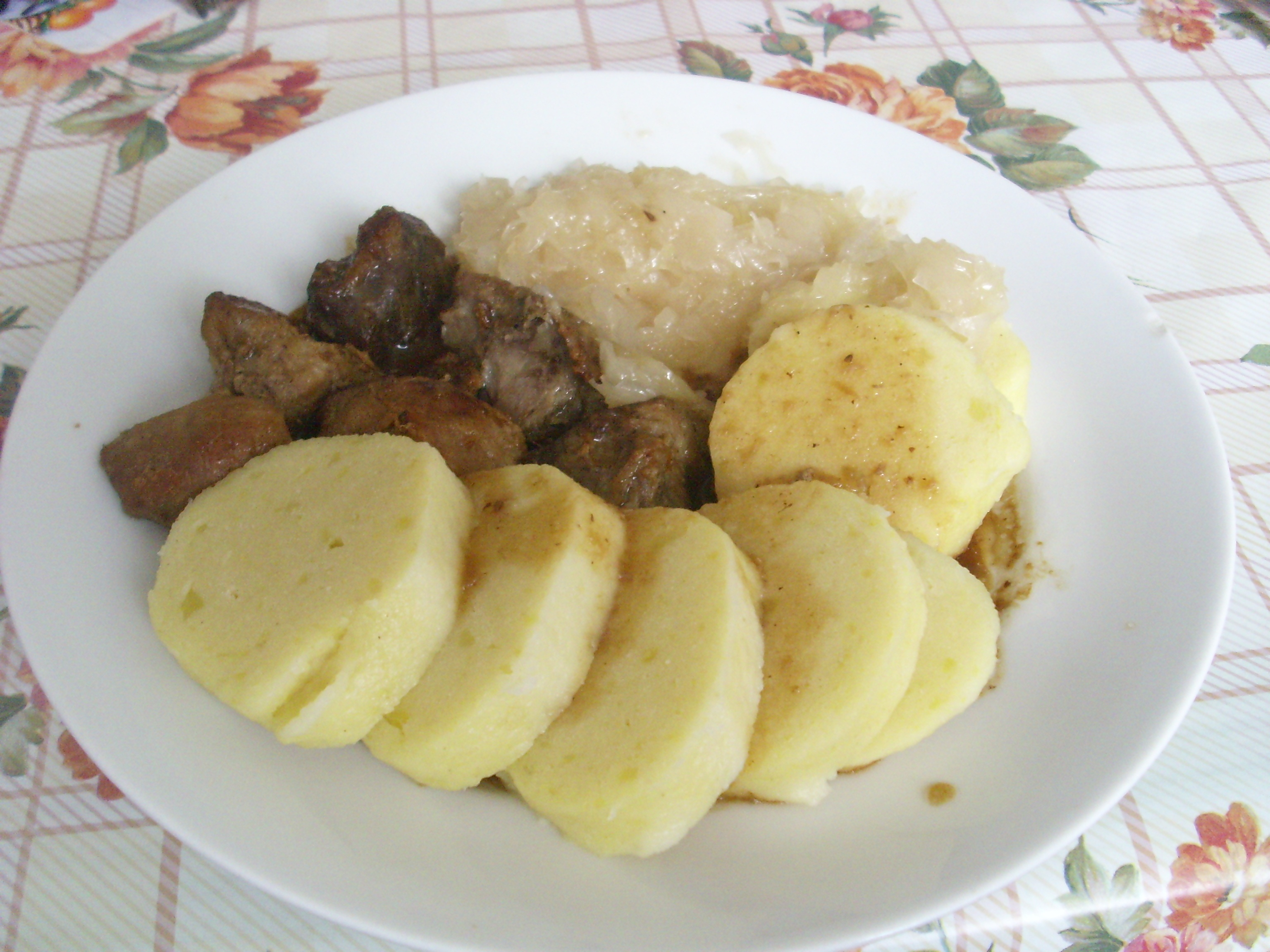
„Vepřo-knedlo-zelo“

Schweinebraten (tschechisch vepřová pečeně) mit Knödel und Kraut, im Volksmund kurz vepřo-knedlo-zelo (d. h. Schweinefleisch-Knödel-Kraut) genannt, ist ein Klassiker der böhmischen Küche und gilt als das tschechische Nationalgericht schlechthin. Die Zubereitung erfolgt ähnlich wie in Österreich, der Braten wird allerdings mit Böhmischen Knödeln serviert.

### Schlesien
In Schlesien wird Schweinebraten häufig vor der Zubereitung für 3–4 Tage in einer Knoblauch-Zwiebel-Salz-Pfeffer-Marinade mit Lorbeerblättern eingelegt.

## Sonstiges
Der Hauptgürtelasteroid (350509) Vepřoknedlozelo wurde nach der tschechischen Variante des Gerichts bezeichnet.